# Abbas al-Marayati
Abbas al-Marayati (* 26. Oktober 1987) ist ein finnischer Poolbillardspieler.

## Karriere
2003 gewann Abbas al-Marayati mit Bronze im 9-Ball der Schüler erstmals eine Medaille bei einer Jugend-Europameisterschaft. Ein Jahr später wurde er bei den Schülern und bei den Junioren Dritter im 14/1 endlos. Bei der Jugend-EM 2005 gelang ihm im 9-Ball der Junioren der Einzug ins Finale, in dem er dem Deutschen Thomas Lüttich unterlag.
Im April 2009 nahm al-Marayati erstmals an der Europameisterschaft der Herren teil. Dort kam er jedoch nicht über den 49. Platz im 14/1 endlos hinaus. Bei den Interpool 9-Ball Open 2010 wurde er Dritter. Im Dezember 2011 erreichte al-Marayati bei den Treviso Open erstmals die Finalrunde eines Euro-Tour-Turniers, verlor aber in der Runde der letzten 32 gegen den Österreicher Mario He.
Im April 2013 gelang ihm bei der Europameisterschaft erstmals der Einzug in die Finalrunde. Nachdem er im 14/1 endlos und im 10-Ball in der Runde der letzten 64 ausgeschieden war, erreichte er im 9-Ball-Wettbewerb die Runde der letzten 32, in der er dem Griechen Nikos Ekonomopoulos mit 5:9 unterlag. Darüber hinaus wurde er 2013 finnischer Meister im 10-Ball. Bei der EM 2014 erreichte er das Sechzehntelfinale im 14/1 endlos und verlor dort gegen seinen Landsmann Petri Makkonen.
Mit der finnischen Nationalmannschaft erreichte al-Marayati das Achtelfinale der Team-Weltmeisterschaft 2012 und das Viertelfinale der EM 2014.

## Erfolge
| Finnischer 10-Ball-Meister: | 2013 |